# Thibault Rossard
Thibault Rossard (Soisy-sous-Montmorency, 28 agosto 1993) è un pallavolista francese, schiacciatore dell'Asseco Resovia.

## Biografia
Proviene da una famiglia di pallavolisti: suo nonno Jacques Rossard, suo padre Olivier Rossard, suo zio Philippe Rossard, suo fratello Quentin Rossard e suo cugino Nicolas Rossard sono pallavolisti.

## Carriera

### Club
La carriera di Thibault Rossard comincia nel 2003, militando nelle giovanili del Mouans-Sartoux: sempre a livello giovanile, gioca dal 2008 nel Cannes e dal 2010 nel club federale del CNVB. Debutta in Ligue A nella stagione 2011-12 grazie all'ingaggio da parte dello Spacer's Toulouse, club a cui resta legato per quattro annate, prima di passare all'Arago de Sète, sempre nella massima divisione francese, per il campionato 2015-16.
Nella stagione 2016-17 si trasferisce in Polonia, disputando la Polska Liga Siatkówki nell'Asseco Resovia; dopo un triennio con la formazione di Rzeszów, per l'annata 2019-20 accetta la proposta dei turchi del Fenerbahçe, in Efeler Ligi.
Nell'annata 2020-21 è impegnato nella Superlega italiana, ingaggiato dalla Callipo; resta nella stessa divisione anche nella stagione successiva, accasandosi alla You Energy. Per il campionato 2022-23 fa invece ritorno all'Asseco Resovia.

### Nazionale
Fa parte delle nazionali giovanili francesi, vincendo con quella under 19 la medaglia d'argento al campionato europeo 2011.
Debutta in nazionale maggiore nel 2015, aggiudicandosi la medaglia di bronzo alla World League 2016, l'oro alla World League 2017 e l'argento alla Volleyball Nations League 2018. Nel 2021 conquista la medaglia di bronzo alla Volleyball Nations League.

## Palmarès

### Nazionale (competizioni minori)
- Campionato europeo under 19 2011
- Memorial Hubert Wagner 2017
- Memorial Hubert Wagner 2018

### Premi individuali
- 2011 - Campionato europeo under 19: Miglior ricevitore
- 2013 - Campionato mondiale under 21: Miglior schiacciatore
- 2014 - Ligue A: Giocatore rivelazione
- 2016 - Ligue A: Miglior schiacciatore
- 2016 - Ligue A: MVP